# Ноалехо
Ноалехо (ісп. Noalejo) — муніципалітет в Іспанії, у складі автономної спільноти Андалусія, у провінції Хаен. Населення — 2005 осіб (2010).
Муніципалітет розташований на відстані близько 320 км на південь від Мадрида, 29 км на південний схід від Хаена.
На території муніципалітету розташовані такі населені пункти: (дані про населення за 2010 рік)
- Оя-дель-Салобраль: 209 осіб
- Ноалехо: 1796 осіб

## Демографія
Динаміка населення (INE ):

## Галерея зображень

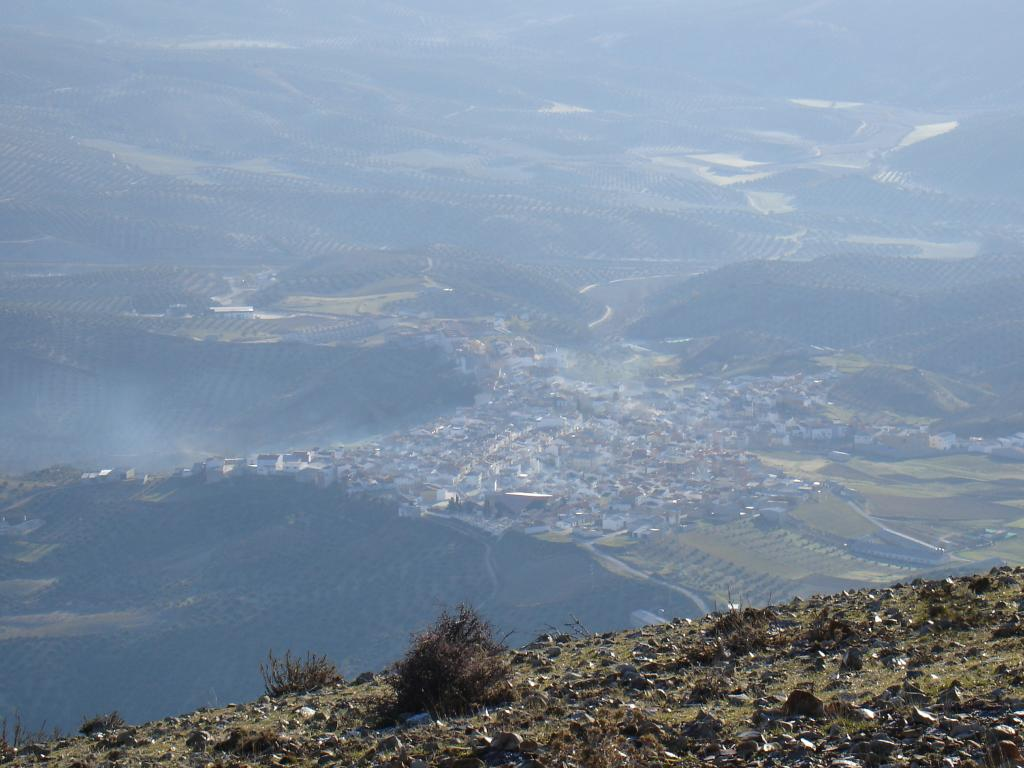
Ноалехо